# Soum (Sénégal)
Pour les articles homonymes, voir Soum.
Soum est une localité de la région naturelle du Sine-Saloum, dans l'ouest du Sénégal. Administrativement, elle appartient au département de Foundiougne et à la région de Fatick. 
Le village a été érigé en commune en 2008. 
À vol d'oiseau, les localités les plus proches sont : Baoul, Vélinngara, Thiaré, Ndorong Log, Mbelane et Felane.
Le village est situé en bordure du Parc national du delta du Saloum. 
Menacée par l'avancée de la mer dans l'estuaire du Saloum, la commune a aménagé le long du littoral une ceinture verte : plantation d'eucalyptus et de filaos, ainsi que d'anacardiers autour des habitations.